# Professor Moriarty
El Professor James Moriarty és un personatge de ficció que apareix a les històries de Sherlock Holmes escrites per Sir Arthur Conan Doyle. Moriarty és un geni criminal a qui Sherlock Holmes descriu com el "Napoleó del crim". Doyle va prendre la frase d'un inspector de Scotland Yard que es referia a Adam Worth, un geni criminal real i que fou una de les fonts d'inspiració per crear a Moriarty. El personatge de Moriarty s'introduí bàsicament com un mecanisme narratiu que permetés a Conan Doyle matar a Sherlock Holmes i, de fet, només apareix directament en dues de les històries de Sherlock Holmes. Tot i això, en obres derivades del personatge creades recentment ha obtingut una gran rellevància i s'ha tractat com l'arxienemic de Sherlock Holmes.

## Aparicions a les obres
La primera i única aparició de Moriarty fou a "El problema final", quan Holmes, a punt de desmuntar el cercle criminal de Moriarty, es veu forçat a marxar cap a Europa continental per escapar de les represàlies de Moriarty. Aquest el segueix i la persecució acaba al capdamunt de les cascades de Reichenbach, on la trobada acaba aparentment amb Holmes i Moriarty precipitant-se al buit cap a la mort. En aquesta història, Moriarty és presentat com un mestre del crim que protegeix gairabé tots els criminals d'Anglaterra a canvi de la seva obediència i una part dels seus beneficis. Holmes, per la seva banda, descobreix Moriarty seguint la idea que molt dels crims que investigà no eren incidents aïllats, sinó que formaven part d'una cadena de crims. Moriarty té un paper directe en només una altra història de Sherlock Holmes, "La vall del terror", ambientada abans de "El problema final" però escrita posteriorment. A "La vall del terror", Holmes intenta que els agents de Moriarty cometin un assassinat.
Holmes menciona a Moriarty en unes altres cinc històries: "L'aventura de la casa deshabitada" (seqüela immediata de "El problema final"), "El constructor de Norwood", "El tres-quarts desaparegut", "El client il·lustre" i "La seva última reverència".
El Doctor Watson mai coneix Moriarty (només aconsegueix veure'l de lluny a "El problema final") i es basa en la narració de Holmes per explicar les trobades entre el detectiu i el criminal. Conan Doyle és inconsistent en la familiaritat de Watson amb el personatge de Moriarty. A "El problema final", Watson diu que mai havia sentit a parlar de Moriarty, mentre que a "La vall del terror", ambientada abans que l'anterior, Watson menciona que el coneix com el famós científic criminal.
A "L'aventura de la casa deshabitada", Holmes menciona que Moriarty ha encarregat una poderosa escopeta d'aire comprimit d'un mecànic alemany cec anomenat von Herder, que és utilitzada pel Coronel Moran, subordinat de Moriarty. L'arma és molt semblant a un bastó la qual cosa permet amagar-la fàcilment, té un gran abast i fa molt poc soroll, fent-la ideal per a un franctirador. Moriarty també té una marcada preferència per organitzar "accidents". Els seus intents per acabar amb Holmes inclouen la caiguda d'un carreu i un intent d'atropellament. També és responsable de fingir la mort de Birdy Edwards.

## Personalitat
Moriarty és extremadament intel·ligent, astut, calculador i manipulador. Moriarty és descrit per Holmes com un geni criminal extremadament poderós que es dedica purament a cometre qualsevol atrocitat de manera impecable sense que això li faci perdre la son.

Holmes descriu a Moriarty de la següent manera:
| «                                      | La seva trajectòria ha estat extraordinària. És un home de bona família i excel·lent educació, obsequiat per la natura amb uns dots matemàtics fora de sèrie. Als vint-i-un anys va escriure un tractat sobre la teoria dels binomis que ha assolit un gran ressò a tot Europa. Com a conseqüència d'això, assolí la càtedra de matemàtiques en una de les universitats del país, amb garanties d'una carrera d'allò més brillant. El nostre home tenia, però, tendències hereditàries força diabòliques. Corria per les seves venes un flux de sang criminal, el qual, en comptes de modificar-se, fou potenciat i esdevingué infinitament perillós gràcies als seus extraordinaris poders mentals. Aviat començaren a circular per la universitat ombrívols rumors contra ell, i va ser obligat a renunciar a la seva càtedra. Llavors s'instal·là a Londres, on aconseguí una ocupació com a instructor militar. (...) És el Napoleó del crim, Watson. És l'organitzador de la meitat de les vileses i de pràcticament tot el que passa inadvertit en aquesta gran ciutat. És un geni, un filòsof, un pensador abstracte. Gaudeix d'un cervell privilegiat. Roman immòbil, com l'aranya al bell mig de la seva teranyina, però aquesta teranyina té milers de radis i ell nota perfectament la més mínima oscil·lació de qualsevol d'ells. Amb prou feines actua. Es limita a planejar. | » |
| — Sherlock Holmes, "El problema final" | |   |

Holmes repeteix aquesta idea a "La vall del terror" afirmant: 
| «                                       | Però, en qualificar en Moriarty de criminal esteu proferint calúmnies davant els ulls de la llei, i d'aquesta manera esteu negant-li la glòria i el portent que li són lícits. El més gran intrigant que han vist els temps, el forjador de qualsevol maldat, el cervell de la briva… un cervell que deu haver fet o desfet el destí de les nacions. Aquest és l'home. Tanmateix, és talment distant de la suspició general… talment immune a les crítiques… talment admirable en el seu govern i autocontrol, que tan sols per les paraules que heu proferit contra ell us podria portar davant un tribunal i fer-vos empresonar per la resta dels vostres dies, tal és la susceptibilitat del seu caràcter. No en va és el celebrat autor de Les dinàmiques d'un asteroide… un llibre que assoleix unes cotes tan elevades en el camp de les matemàtiques pures que no hi ha ningú que hagi gosat criticar-lo a la premsa científica. És aquest un home susceptible de ser interpretat? Un doctor injuriat i un professor difamat… aquests serien els vostres càrrecs. És un geni, Watson. | » |
| — Sherlock Holmes, "La vall del terror" | |   |

La universitat que es menciona es creu que és un dels colleges que posteriorment integrà la Universitat de Leeds; però a "Sherlock Holmes: la biografia no autoritzada", se suggereix que és la Universitat de Durham.
El motiu original de Conan Doyle per crear Moriarty fou, evidentment, la seva intenció d'assassinar Sherlock Holmes. "El problema final" pretenia ser exactament el que el títol suggereix: Doyle buscava acabar amb Holmes d'una manera gloriosa, és a dir, acabant amb un criminal tan poderós i perillós que qualsevol altra tasca seria trivial en comparació (tal com Holmes diu a la mateixa història). Moriarty només apareix en un llibre, ja que l'autor pensava que si apareixia més sovint podia causar un descrèdit en Holmes. Finalment, degut a les pressions socials i a problemes financers, Doyle decidí recuperar a Sherlock Holmes.